# Сан-Педру-ду-Сул
Са́н-Пе́дру-ду-Су́л (порт. São Pedro do Sul; МФА: [ˈsɐ̃w ˈpe.dɾu du ˈsuɫ], «Са́н-Пе́дру-Південний») — муніципалітет і місто в Португалії, в окрузі Візеу. Розташований у центрально-північній частині країни, на теренах історичної португальської провінції Бейра. Належить до Візеуської діоцезії Католицької церкви в Португалії. Права міського самоврядування має з 1836 року. Поділяється на 14 парафій. За адміністративним поділом, чинним до 1976 року, був складовою провінції Верхня Бейра. Площа муніципалітету — 348,68 км², населення муніципалітету — 16851 ос. (2011); густота населення — 48,33 осіб/км²
. Патрон — святий Петро. Святковий день муніципалітету — 29 червня. Поштовий індекс — 3660.  Код місцевої адміністративної одиниці — 1816. Складова статистичного регіону Центр.

## Географія
Сан-Педру-ду-Сул розташований на півночі Португалії, на заході округу Візеу.
Сан-Педру-ду-Сул межує на північному сході — з муніципалітетом Каштру-Дайре, на південному сході — з муніципалітетом Візеу, на півдні — з муніципалітетом Возела, на південному заході — з муніципалітетом Олівейра-де-Фрадеш, на заході — з муніципалітетом Вале-де-Камбра, на північному заході — з муніципалітетом Арока.

## Населення
| Кількість мешканців | Кількість мешканців | Кількість мешканців | Кількість мешканців | Кількість мешканців | Кількість мешканців | Кількість мешканців | Кількість мешканців | Кількість мешканців | Кількість мешканців | Кількість мешканців | Кількість мешканців | Кількість мешканців | Кількість мешканців | Кількість мешканців |
| ------------------- | ------------------- | ------------------- | ------------------- | ------------------- | ------------------- | ------------------- | ------------------- | ------------------- | ------------------- | ------------------- | ------------------- | ------------------- | ------------------- | ------------------- |
| 1864                | 1878                | 1890                | 1900                | 1911                | 1920                | 1930                | 1940                | 1950                | 1960                | 1970                | 1981                | 1991                | 2001                | 2011                |
| 20 372              | 20 640              | 21 391              | 21 765              | 22 231              | 22 362              | 23 426              | 23 890              | 25 095              | 24 273              | 20 135              | 21 220              | 19 985              | 19 083              | 16 851              |